# Szada
Szada is een plaats (község) en gemeente in het Hongaarse comitaat Pest. Szada telt 3434 inwoners (2001).